# Thể giao tử

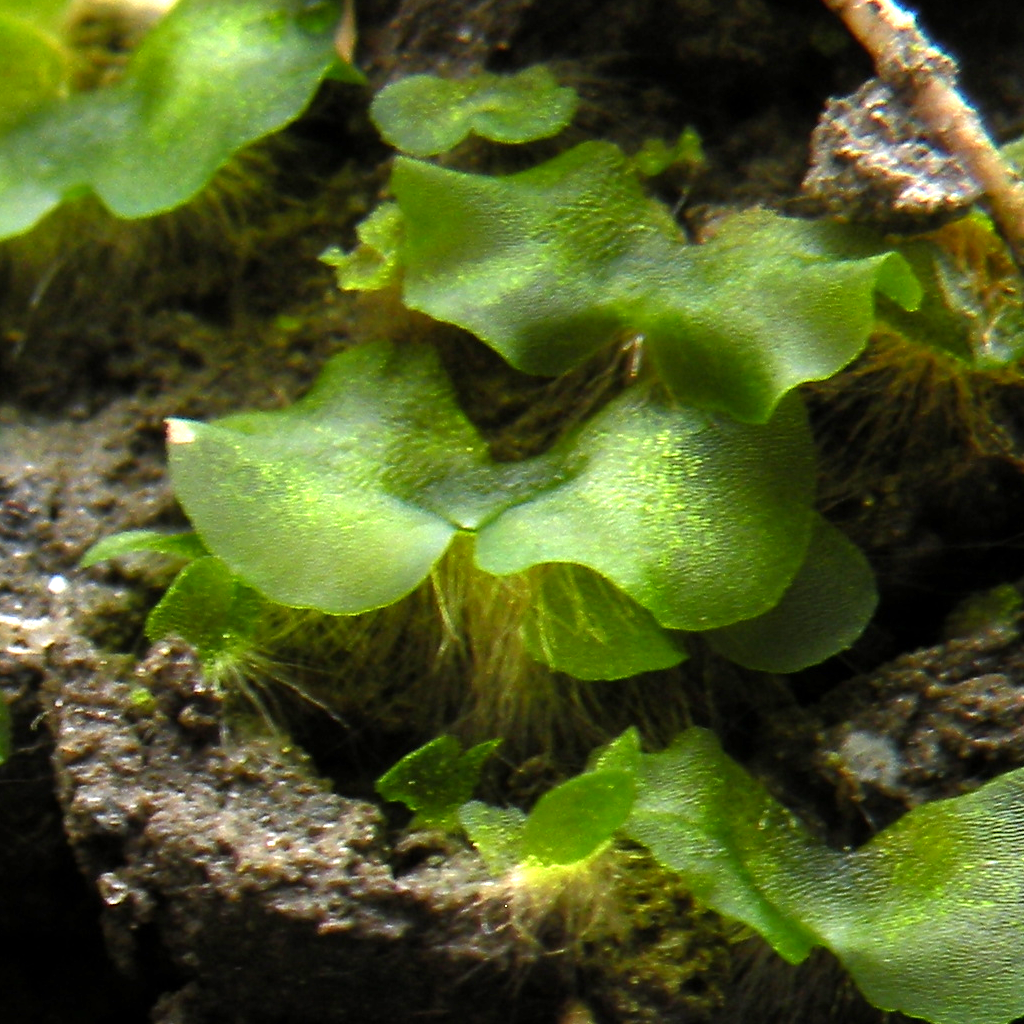
Nhiều thể giao tử phát triển trong một terrarium.

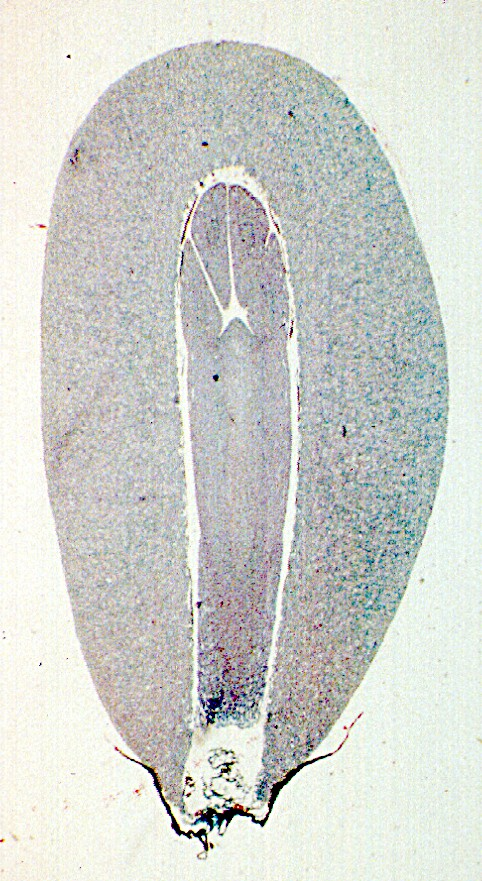
Thể giao tử thông (bên ngoài) bao quanh một phôi (bên trong)

Một thể giao tử là một trong hai pha xen kẽ trong vòng đời của thực vật và tảo. Nó là một tổ chức đa bào đơn bội phát triển từ một bào tử đơn bội có một bộ nhiễm sắc thể. Thể giao tử là một pha tính dục trong vòng đời của các loài thực vật và tảo. Nó phát triển các cơ quan tình dục sản sinh ra giao tử, các tế bào sinh dục đơn bội tham gia vào quá trình thụ tinh để hình thành một hợp tử lưỡng bội sở hữu hai bộ nhiễm sắc thể. Quá trình phân bào của hợp tử dẫn đến một tổ chức đa bào lưỡng bội mới, bước thứ hai của vòng đời được gọi là thể bào tử, có chức năng là sản sinh ra bào tử đơn bội thông qua giảm phân.

## Tảo
Ở một số loài tảo lục đa bào (Ulva lactuca là một ví dụ), tảo đỏ và tảo nâu, thể bào tử và thể giao tử có thể không thể phân biệt được ở bên ngoài (đồng hình). Đối với Ulva, giao tử thì đồng giao, tất cả đều cùng một kích cỡ, hình dạng và hình thái chung.

## Thực vật trên cạn
Đối với thực vật trên cạn, dị giao là hình thức phổ biến chung. Còn đối với động vật, giao tử đực và cái được gọi lần lượt là tinh trùng và trứng. Ở những loài thực vật trên cạn hiện đang tồn tại, hoặc là thể bào tử hoặc là thể giao tử có thể sẽ bị tiêu biến (dị hình).